# Pora mroku
Pora mroku – polski filmowy horror z 2008 roku, wyreżyserowany przez Grzegorza Kuczeriszkę. Premiera filmu miała miejsce 18 kwietnia 2008 roku. Zdjęcia do filmu powstawały m.in. w Kotlinie Kłodzkiej, na warszawskiej Pradze, w Ostrowcu Świętokrzyskim (Stary Szpital przy ul. Focha) i w Buenos Aires.

## Fabuła
Czwórka przyjaciół ze studiów, dwie dziewczyny i dwóch chłopaków, podczas wakacji rusza na prowincję Dolnego Śląska, gdzie rok wcześniej zaginął Adam, brat jednej z uczestniczek wyprawy. Jednocześnie do pobliskiego szpitala psychiatrycznego w charakterze asystentów trafia „trudna młodzież” z poprawczaka.
Joanna, Rafał, Majka i Adam wybierają się na spływ kajakowy, wykupując łodzie od nieprzyjaźnie nastawionego prowincjusza. Podczas zabawy rozpętuje się gwałtowna burza i bohaterowie schronienia przed ulewą szukają w starej, opuszczonej fabryce. Nie straszne są im tajemnicze wydarzenia, do których dochodzi wewnątrz budynku. Nastoletni bohaterowie nie stronią tego wieczoru od wszelkich używek – alkoholu czy narkotyków. Niespodziewanie, chwile relaksu zamieniają się w koszmar – młodzi zostają bowiem zaatakowani. Ich drogi się rozdzielają. W tym samym czasie Karolina, przeniesiona z zakładu poprawczego do dolnośląskiego szpitala, niepokoi się dziwacznym zniknięciem dwójki jej towarzyszy.
Drogi bohaterów mają się wkrótce skrzyżować w murach odizolowanego od cywilizacji szpitala, gdzie przetrzymywani będą porwani urlopowicze.

## Obsada
- Natalia Rybicka – Karolina
- Paweł Tomaszewski – Zolo
- Karolina Gorczyca – Joanna Kurczewska
- Jakub Wesołowski – Michał
- Jan Wieczorkowski – Adam
- Katarzyna Maciąg – Majka
- Jakub Strzelecki – Rafał „Raffi” Zarzycki
- Ryszard Ronczewski – Von Kirchof
- Stanisława Łopuszańska – Gertruda
- Ewa Kolasińska – dr Heller
- Kamil Kulda – Rambo
- Marcin Juchniewicz – Budruk
- Bartosz Żukowski – Thorn
- Romuald Kłos – Heni
- Michał Kowalski – pielęgniarz
- Cezary Kussyk – Horst
- Marcin Artecki – Krutas
- Marlena Milwiw – staruszka z Mercedesa
- Andrzej Gałła – komendant
- Adam Szczyszczaj – Paul
- Piotr Różański – właściciel wypożyczalni
- Barbara Babilińska – pielęgniarka
- Danuta Borsuk – pacjentka

## Odbiór
Film, reklamowany hucznie jako pierwszy polski horror od wielu lat, spotkał się z negatywnym przyjęciem krytyki. Przypisano mu także przynależność do modnego poza granicami Polski horrorowego nurtu torture porn i porównano do takich filmów jak Hostel czy Piła.